# Protéinoplaste
Les protéinoplastes (parfois appelés protéoplastes, aleuroplastes, ou aleuronaplastes) sont des organites spécialisés et spécifiques des cellules végétales. Ils contiennent des corps cristallins de protéines dont certaines peuvent être des enzymes. Les protéinoplastes sont présents dans de nombreuses graines, telles que les noix du Brésil ou les cacahuètes. Ce sont des plastes sans pigments, et plus spécifiquement des leucoplastes.

## Comparaison

Les différents types de plastes.

Interconversions plastidiales.

Proplaste
- Plaste
  - Chloroplaste et étioplaste
  - Chromoplaste
  - Leucoplaste
    - Amyloplaste
      - Statolithe

    - Oléoplastes
    - Protéinoplaste